# Qualitätssicherung
Qualitätssicherung (QS) (englisch quality assurance (QA)) ist im Qualitätsmanagement von Unternehmen und Behörden ein Sammelbegriff für unterschiedliche Ansätze und Maßnahmen zur Sicherstellung festgelegter Qualitätsanforderungen.

## Allgemeines
Die Hauptfunktionen der Qualitätssicherung sind die Qualitätsplanung, Qualitätsprüfung und Qualitätslenkung.
Nach DIN EN ISO 9000:2015 3.3.6 ist Qualitätssicherung der Teil von Qualitätsmanagement, der darauf zielt, Vertrauen darauf zu schaffen, dass Anforderungen an die Produkt- oder Dienstleistungsqualität erfüllt werden.
Qualitätssicherung hat es bereits gegeben, bevor der Begriff selbst aufkam. Im deutschen Sprachraum wurde Qualitätssicherung bekannt, als Unternehmen begannen, ihr Qualitätsmanagementsystem (QMS) nach der 1987 begründeten Normenreihe ISO 9001 zertifizieren zu lassen.

## Statische Qualitätssicherung
Bei der statischen Qualitätssicherung sind die Qualitätsparameter extern vorgegeben, d. h., mehrere Vertragspartner vereinbaren einen Korridor, innerhalb dessen sich die Fertigungs- oder Dienstleistungsergebnisse bewegen müssen. Die vereinbarten Qualitätseckwerte werden regelmäßig durch Audits geprüft. Dazu kommen externe Auditoren in die Organisation und führen vorher vereinbarte Nachprüfungen durch. Mittels Prüfberichten teilen die Auditoren nach innen mit, wo dringender Handlungsbedarf besteht und nach außen, ob die Organisation die Mindestvorgaben erreicht hat und die Zertifizierung erhalten kann. Die Zertifizierung bildet nicht die ganze Organisation ab, sondern beschränkt sich auf den vereinbarten Qualitätsbereich.

## Dynamische Qualitätssicherung
Bei der dynamischen Qualitätssicherung steht die eigenverantwortliche Entwicklung einer Organisation im Vordergrund. So gibt es hier keine externen Vorgaben, sondern die Organisation muss selbst entscheiden, in welchen Bereichen sie welchen Entwicklungsweg mit welchen Ressourcen gehen möchte. Die dynamische Qualitätssicherung wird vorwiegend in Organisationen eingesetzt, die schnell wachsende Wissens- und Verfahrensbereiche strukturieren, pflegen und aktualisieren müssen. Die Qualitätssicherung dient hier in erster Linie als unverzichtbares Werkzeug zur Schaffung von Effizienz und Transparenz. Zertifizierungen sind nicht zwingender Bestandteil des dynamischen Modells. Werden sie aber durchgeführt, so beschränken sie sich nicht auf Einzelbereiche der Organisation, sondern stellen im Wesentlichen den Durchdringungsgrad der Qualitätsentwicklung dar.

## Werkzeuge der Qualitätssicherung

### Optimierungskreislauf
Der Optimierungskreislauf ist der kleinste Veränderungsvorgang innerhalb eines QMS. Er besteht aus vier Schritten: Messen des Ist-Zustandes; Implementieren einer Verbesserung; Nachmessen der Veränderung; Dokumentieren des veränderten Verfahrens.

### Audits

#### Auditfreigabe
Die Auditfreigabe, auch Visum genannt, ist ein Vorbereitungswerkzeug. Da Audits brisante Aussagen beinhalten können, klärt das Visum unter anderem, wer über die Ergebnisse der Audits informiert wird und welche Konsequenzen bestimmte Ergebnisse auslösen. Die Aussagekraft eines Audits hängt maßgeblich von der professionellen Vorbereitung ab, da die Betroffenen nur dann ehrliche und transparente Auskünfte geben, wenn sie erkennen können, dass mit ihren Angaben vertrauensvoll und achtsam umgegangen wird. Da mit Audits viel innerbetrieblicher Schaden durch Vertrauensverlust angerichtet werden kann, ist die gründliche Vorbereitung ein Ausbildungsschwerpunkt von Auditoren.

### Vision bzw. Leitbild
Im Leitbild beschreibt eine Organisation eine große Vision, die sie anstrebt. Charakteristikum einer Vision ist es, Dinge zu beschreiben, die noch nicht existieren und deren Umsetzbarkeit noch nicht geklärt wurde. Ein Leitbild ist dann für eine Organisation wichtig, wenn die Entwicklungsrichtung nicht fest vorgegeben, sondern Teil des Entwicklungsprozesses ist. Das Leitbild schafft so weite Orientierungsräume, die dann schrittweise in Missionen umgesetzt werden können. Leitbilder haben dann eine besondere Aussagekraft, wenn sie von möglichst vielen Beteiligten einer Organisation erarbeitet wurden. In fortgeschrittenen Organisationen wird neben dem Leitbild auch ein Profil (oder „Status quo“) beschrieben. Das Profil spiegelt wider, was vom Leitbild bereits in konkreten Formen umgesetzt worden ist und somit Bestandteil der Organisation wurde.

### Prozessbeschreibung
Die Prozessbeschreibung (oder Dokumentation) dokumentiert alle Verfahren und Teile davon, die regelmäßig ausgeführt werden. Die Prozessbeschreibung stellt somit das Gedächtnis einer Organisation dar. Die wesentlichen Bestandteile einer Prozessbeschreibung sind der Eigentümer, der für die Pflege verantwortlich ist, und ein Zweiter sorgt für eine regelmäßige Aktualisierung.

### Ökonomiekarte (balanced-scorecard)
Die Ökonomiekarte findet hauptsächlich in der dynamischen Qualitätssicherung Anwendung. Sie ist ein Werkzeug, durch das eine Organisation ihre knappen finanziellen und personellen Ressourcen optimal einsetzen kann. Mithilfe der Ökonomiekarte wird definiert, welche Veränderungsmaßnahmen mit welchem Aufwand in welcher Zeit umsetzbar sind. So kann für eine vorbestimmte Periode (i. d. R. für ein Jahr) festgelegt werden, welche Maßnahmen im Zusammenwirken die besten Ergebnisse erzielen können. Ziel der Ökonomiekarte ist es, die Kräfte in einer Organisation optimal zu bündeln und einer Überlastung vorzubeugen, indem erreichbare Veränderungsziele vereinbart werden.

## Qualitätssicherung in speziellen Bereichen/Branchen
Selbstverwaltung
In der Selbstverwaltung kommt der Qualitätsentwicklung ein besonderer Stellenwert zu. Da es hier in der Regel keine hierarchische Führungsstruktur gibt, fehlt die Vorgabe von Entwicklungszielen und die Überprüfung derer Einhaltung. Die Werkzeuge der dynamischen Qualitätssicherung bieten hier die Möglichkeit der Schaffung von breitem Konsens. Da es nicht um die Überprüfung externer Vorgaben geht, können alle Beteiligten mehrere Verfahren entwickeln, von denen sie überzeugt sind, dass sie die eigene Vision am besten umsetzen. 
Bildungswesen
siehe Qualitätssicherung in der beruflichen Bildung
Software
siehe Software-Qualitätssicherung
Medizin
siehe Qualitätssicherung in der Medizin
Pflege
siehe Pflegequalität
Psychologie/Psychologische Diagnostik
siehe Qualitätssicherung in der Psychologischen Diagnostik
Bäckerhandwerk
siehe Institut für Qualitätssicherung von Backwaren
Lebensmittelbranche
siehe Partizipatives Garantiesystem (QS-Initiativen für lokale Märkte)
Schweißen
siehe Gütesicherung beim Widerstandsschweißen

## Qualitätsmanagementsysteme
Informationen zu den Charakteristika unterschiedlicher Qualitätsmanagementsysteme finden sich unter:
- ISO-Zertifizierung bzw. Qualitätsmanagementsystem
- EFQM-Modell